# Philonthus scybalarius
Philonthus scybalarius är en skalbaggsart som beskrevs av Alexander von Nordmann 1837. Philonthus scybalarius ingår i släktet Philonthus och familjen kortvingar. Inga underarter finns listade i Catalogue of Life.